# Convocazioni per la FIFA Confederations Cup 1997
Elenco dei giocatori convocati da ciascuna Nazionale di calcio partecipante alla FIFA Confederations Cup 1997.

## Gruppo A

### Australia
Allenatore:  Terry Venables
| N. | Pos. | Giocatore       | Data nascita (età)          | Pres. | Squadra                 |
| -- | ---- | --------------- | --------------------------- | ----- | ----------------------- |
| 1  | P    | Mark Bosnich    | 13 gennaio 1972 (25 anni)   |       | Aston Villa             |
| 2  | D    | Steve Horvat    | 4 marzo 1971 (26 anni)      |       | Carlton                 |
| 3  | C    | Stan Lazaridis  | 16 agosto 1972 (25 anni)    |       | West Ham United         |
| 4  | D    | Milan Ivanović  | 21 dicembre 1968 (28 anni)  |       | Adelaide City           |
| 5  | D    | Alex Tobin      | 3 novembre 1965 (32 anni)   |       | Adelaide City           |
| 6  | D    | Ned Zelić       | 4 luglio 1971 (26 anni)     |       | 1860 Munich             |
| 7  | C    | Robbie Slater   | 22 novembre 1964 (33 anni)  |       | Southampton             |
| 8  | C    | Craig Foster    | 15 aprile 1969 (28 anni)    |       | Portsmouth              |
| 9  | A    | Mark Viduka     | 9 ottobre 1975 (22 anni)    |       | Dinamo Zagabria         |
| 10 | A    | Aurelio Vidmar  | 3 febbraio 1967 (30 anni)   |       | Tenerife                |
| 11 | A    | Harry Kewell    | 22 settembre 1978 (19 anni) |       | Leeds Utd               |
| 12 | D    | Matthew Bingley | 16 agosto 1971 (26 anni)    |       | Vissel Kobe             |
| 13 | D    | Robert Hooker   | 6 marzo 1967 (30 anni)      |       | Sydney United           |
| 14 | D    | Tony Vidmar     | 4 luglio 1970 (27 anni)     |       | Rangers                 |
| 15 | C    | Josip Skoko     | 10 dicembre 1975 (22 anni)  |       | Hajduk Split            |
| 16 | A    | Paul Trimboli   | 25 febbraio 1969 (28 anni)  |       | South Melbourne         |
| 17 | A    | Damian Mori     | 30 settembre 1970 (27 anni) |       | Adelaide City           |
| 18 | A    | John Aloisi     | 5 febbraio 1976 (21 anni)   |       | Portsmouth              |
| 19 | C    | Ernie Tapai     | 14 febbraio 1967 (30 anni)  |       | Perth Glory             |
| 20 | P    | Željko Kalac    | 16 dicembre 1972 (24 anni)  |       | Sydney United           |
| 21 | D    | Kevin Muscat    | 7 agosto 1973 (24 anni)     |       | Wolverhampton Wanderers |

### Brasile
Allenatore:  Mário Zagallo
| N. | Pos. | Giocatore        | Data nascita (età)          | Pres. | Squadra                |
| -- | ---- | ---------------- | --------------------------- | ----- | ---------------------- |
| 1  | P    | Dida             | 7 ottobre 1973 (24 anni)    |       | Cruzeiro               |
| 2  | D    | Cafu             | 7 giugno 1970 (27 anni)     |       | AS Roma                |
| 3  | D    | Aldair           | 30 novembre 1965 (32 anni)  |       | AS Roma                |
| 4  | D    | Júnior Baiano    | 14 marzo 1970 (27 anni)     |       | Flamengo               |
| 5  | C    | Flávio Conceição | 12 giugno 1974 (23 anni)    |       | Deportivo La Coruña    |
| 6  | D    | Roberto Carlos   | 10 aprile 1973 (24 anni)    |       | Real Madrid            |
| 7  | A    | Bebeto           | 16 febbraio 1964 (33 anni)  |       | Cruzeiro               |
| 8  | C    | Dunga            | 31 ottobre 1963 (34 anni)   |       | Júbilo Iwata           |
| 9  | A    | Ronaldo          | 22 settembre 1976 (21 anni) |       | Inter                  |
| 10 | C    | Leonardo         | 5 settembre 1969 (28 anni)  |       | Milan                  |
| 11 | A    | Romário          | 29 gennaio 1966 (31 anni)   |       | Valencia               |
| 12 | P    | Rogério Ceni     | 22 gennaio 1973 (24 anni)   |       | São Paulo              |
| 13 | D    | Zé María         | 25 luglio 1973 (24 anni)    |       | Parma                  |
| 14 | D    | Gonçalves        | 22 febbraio 1966 (31 anni)  |       | Cruzeiro               |
| 15 | D    | Zé Roberto       | 6 luglio 1974 (23 anni)     |       | Real Madrid            |
| 16 | C    | César Sampaio    | 31 marzo 1968 (29 anni)     |       | Yokohama Flügels       |
| 17 | C    | Doriva           | 28 maggio 1972 (25 anni)    |       | Clube Atlético Mineiro |
| 18 | A    | Denílson         | 24 agosto 1977 (20 anni)    |       | São Paulo              |
| 19 | C    | Juninho Paulista | 22 febbraio 1973 (24 anni)  |       | Atlético Madrid        |
| 20 | C    | Rivaldo          | 19 aprile 1972 (25 anni)    |       | Barcellona             |

### Messico
Allenatore: Manuel Lapuente
| N. | Pos. | Giocatore                 | Data nascita (età)          | Pres. | Squadra       |
| -- | ---- | ------------------------- | --------------------------- | ----- | ------------- |
| 1  | P    | Oswaldo Sánchez           | 21 settembre 1973 (24 anni) |       | América       |
| 2  | D    | Claudio Suárez            | 17 dicembre 1968 (28 anni)  |       | Guadalajara   |
| 3  | D    | Francisco Gabriel de Anda | 5 giugno 1971 (26 anni)     |       | Santos Laguna |
| 4  | C    | Germán Villa              | 2 aprile 1973 (24 anni)     |       | América       |
| 5  | D    | Duilio Davino             | 21 marzo 1976 (21 anni)     |       | América       |
| 6  | C    | Raúl Lara                 | 28 febbraio 1973 (24 anni)  |       | América       |
| 7  | C    | Ramón Ramírez             | 5 dicembre 1969 (28 anni)   |       | Guadalajara   |
| 8  | C    | Braulio Luna              | 8 settembre 1974 (23 anni)  |       | UNAM Pumas    |
| 9  | A    | Paulo César Chávez        | 7 gennaio 1976 (21 anni)    |       | Guadalajara   |
| 10 | A    | Luis García               | 1º giugno 1969 (28 anni)    |       | Atlante       |
| 11 | A    | Cuauhtémoc Blanco         | 17 gennaio 1973 (24 anni)   |       | Necaxa        |
| 12 | P    | Óscar Pérez               | 1º febbraio 1973 (24 anni)  |       | Cruz Azul     |
| 13 | D    | Pável Pardo               | 26 giugno 1976 (21 anni)    |       | Atlas         |
| 14 | D    | Isaac Terrazas            | 17 aprile 1975 (22 anni)    |       | América       |
| 15 | A    | Luis Hernández            | 22 dicembre 1968 (28 anni)  |       | Boca Juniors  |
| 16 | C    | Markus López              | 17 giugno 1972 (25 anni)    |       | Guadalajara   |
| 17 | A    | Francisco Palencia        | 28 aprile 1973 (24 anni)    |       | Cruz Azul     |
| 18 | D    | Salvador Carmona          | 22 agosto 1975 (22 anni)    |       | Toluca        |
| 19 | A    | Noe Zárate                | 11 maggio 1973 (24 anni)    |       | Guadalajara   |
| 20 | C    | José Manuel Abundis       | 11 giugno 1973 (24 anni)    |       | Toluca        |

### Arabia Saudita
Allenatore:  Otto Pfister
| N. | Pos. | Giocatore            | Data nascita (età)          | Pres. | Squadra     |
| -- | ---- | -------------------- | --------------------------- | ----- | ----------- |
| 1  | P    | Mohamed Al-Deayea    | 2 agosto 1972 (25 anni)     |       | Al-Ta'ee    |
| 2  | D    | Mohammed Al-Jahani   | 28 settembre 1974 (23 anni) |       | Al-Ahli     |
| 3  | D    | Mohammed Al-Khilaiwi | 1º settembre 1971 (26 anni) |       | Al-Ittihad  |
| 4  | D    | Abdullah Zubromawi   | 15 novembre 1973 (24 anni)  |       | Al-Ahli     |
| 5  | D    | Ahmad Jamil Madani   | 6 gennaio 1970 (27 anni)    |       | Al-Ittihad  |
| 6  | C    | Ibrahim Al-Harbi     | 10 luglio 1975 (22 anni)    |       | Al-Nasr     |
| 7  | A    | Ibrahim Al-Shahrani  | 21 luglio 1974 (23 anni)    |       | Al-Ahli     |
| 8  | C    | Khalid Al-Temawi     | 19 aprile 1969 (28 anni)    |       | Al-Hilal    |
| 9  | A    | Sami Al-Jaber        | 11 dicembre 1972 (25 anni)  |       | Al-Hilal    |
| 10 | A    | Saeed Al-Owairan     | 19 agosto 1967 (30 anni)    |       | Al-Shabab   |
| 11 | A    | Fahad Al-Mehallel    | 11 novembre 1970 (27 anni)  |       | Al-Shabab   |
| 12 | D    | Ahmad Al-Dokhi       | 25 ottobre 1976 (21 anni)   |       | Al-Hilal    |
| 13 | D    | Hussein Sulaimani    | 23 gennaio 1977 (20 anni)   |       | Al-Ahli     |
| 14 | C    | Khalid Al-Muwallid   | 23 novembre 1971 (26 anni)  |       | Al-Ahli     |
| 15 | P    | Hussein Al-Sadiq     | 15 ottobre 1973 (24 anni)   |       | Al-Qadisiya |
| 16 | C    | Khamis Al-Owairan    | 8 settembre 1973 (24 anni)  |       | Al-Ittihad  |
| 17 | C    | Mohammad Al-Sahafi   | 2 ottobre 1975 (22 anni)    |       | Al-Ittihad  |
| 18 | A    | Khamis Al-Zahrani    | 3 agosto 1976 (21 anni)     |       | Al-Ittihad  |
| 19 | A    | Obeid Al-Dosari      | 2 ottobre 1975 (22 anni)    |       | Al-Wehda    |
| 20 | C    | Hamzah Saleh         | 19 aprile 1967 (30 anni)    |       | Al-Ahli     |
| 21 | D    | Mohaisen Al-Jam'an   | 16 ottobre 1966 (31 anni)   |       | Al-Nasr     |

## Gruppo B

### Repubblica Ceca
Allenatore:  Dušan Uhrin
| N. | Pos. | Giocatore         | Data nascita (età)          | Pres. | Squadra         |
| -- | ---- | ----------------- | --------------------------- | ----- | --------------- |
| 1  | P    | Pavel Srníček     | 10 marzo 1968 (29 anni)     |       | Newcastle Utd   |
| 2  | D    | Ivo Ulich         | 5 settembre 1974 (23 anni)  |       | Slavia Praha    |
| 3  | D    | Luboš Kozel       | 16 marzo 1971 (26 anni)     |       | Slavia Praha    |
| 4  | C    | Pavel Nedvěd      | 30 agosto 1972 (25 anni)    |       | Lazio           |
| 5  | D    | Michal Horňák     | 28 aprile 1970 (27 anni)    |       | Slavia Praha    |
| 6  | D    | Zdeněk Svoboda    | 20 maggio 1972 (25 anni)    |       | Sparta Praga    |
| 7  | C    | Jiří Němec        | 16 maggio 1966 (31 anni)    |       | Schalke 04      |
| 8  | C    | Karel Poborský    | 30 marzo 1972 (25 anni)     |       | Manchester Utd  |
| 9  | A    | Pavel Kuka        | 19 luglio 1968 (29 anni)    |       | Kaiserslautern  |
| 10 | A    | Horst Siegl       | 15 febbraio 1969 (28 anni)  |       | Sparta Praga    |
| 11 | C    | Radek Bejbl       | 29 agosto 1972 (25 anni)    |       | Atlético Madrid |
| 12 | D    | Karel Rada        | 2 marzo 1971 (26 anni)      |       | Trabzonspor     |
| 13 | D    | Petr Vlček        | 18 ottobre 1973 (24 anni)   |       | SK Slavia Praha |
| 14 | C    | Radek Slončík     | 29 maggio 1973 (24 anni)    |       | Baník Ostrava   |
| 15 | D    | Edvard Lasota     | 7 marzo 1971 (26 anni)      |       | Slavia Praha    |
| 16 | A    | Vratislav Lokvenc | 27 settembre 1973 (24 anni) |       | Sparta Praga    |
| 17 | C    | Vladimír Šmicer   | 24 maggio 1973 (24 anni)    |       | Lens            |
| 18 | D    | Milan Fukal       | 16 maggio 1975 (22 anni)    |       | Jablonec        |
| 19 | C    | Martin Frýdek     | 9 marzo 1969 (28 anni)      |       | Leverkusen      |
| 20 | P    | Ladislav Maier    | 4 gennaio 1966 (31 anni)    |       | Slovan Liberec  |

### Sudafrica
Allenatore:  Clive Barker
| N. | Pos. | Giocatore         | Data nascita (età)         | Pres. | Squadra            |
| -- | ---- | ----------------- | -------------------------- | ----- | ------------------ |
| 1  | P    | Andre Arendse     | 27 giugno 1967 (30 anni)   |       | Fulham             |
| 2  | D    | Sizwe Motaung     | 7 gennaio 1970 (27 anni)   |       | Kaizer Chiefs      |
| 3  | D    | David Nyathi      | 2 marzo 1969 (28 anni)     |       | St. Gallen         |
| 4  | D    | Willem Jackson    | 26 marzo 1972 (25 anni)    |       | Orlando Pirates    |
| 5  | D    | Mark Fish         | 14 marzo 1974 (23 anni)    |       | Bolton Wanderers   |
| 6  | C    | Phil Masinga      | 28 giugno 1969 (28 anni)   |       | Bari               |
| 7  | C    | Clinton Larsen    | 17 febbraio 1971 (26 anni) |       | Manning Rangers    |
| 8  | C    | Dumisa Ngobe      | 5 marzo 1973 (24 anni)     |       | Orlando Pirates    |
| 9  | A    | Neil Tovey        | 2 luglio 1962 (35 anni)    |       | Kaizer Chiefs      |
| 10 | A    | John Moshoeu      | 18 dicembre 1965 (31 anni) |       | Kocaelispor        |
| 11 | A    | Helman Mkhalele   | 20 ottobre 1969 (28 anni)  |       | Kayserispor        |
| 12 | D    | Brendan Augustine | 26 ottobre 1971 (26 anni)  |       | LASK               |
| 13 | D    | Pollen Ndlanya    | 22 maggio 1970 (27 anni)   |       | Bursaspor          |
| 14 | C    | Mark Williams     | 11 agosto 1966 (31 anni)   |       | Kaizer Chiefs      |
| 15 | A    | Doctor Khumalo    | 26 giugno 1967 (30 anni)   |       | Kaizer Chiefs      |
| 16 | P    | Brian Baloyi      | 10 marzo 1974 (23 anni)    |       | Kaizer Chiefs      |
| 17 | C    | Jabulani Mnguni   | 9 dicembre 1972 (25 anni)  |       | Vaal Professionals |
| 18 | A    | John Moeti        | 20 agosto 1966 (31 anni)   |       | Orlando Pirates    |
| 19 | D    | Lucas Radebe      | 12 aprile 1969 (28 anni)   |       | Leeds United       |
| 20 | D    | Eric Tinkler      | 30 luglio 1970 (27 anni)   |       | Barnsley           |

### Emirati arabi uniti
Allenatore: Milan Máčala
| N. | Pos. | Giocatore               | Data nascita (età)         | Pres. | Squadra       |
| -- | ---- | ----------------------- | -------------------------- | ----- | ------------- |
| 1  | P    | Juma Al-Holi            | 2 settembre 1974 (23 anni) |       | Al Shabab     |
| 2  | D    | Abdullah Al-Falasi      | 6 maggio 1977 (20 anni)    |       | Al Wasl FC    |
| 3  | D    | Munther Abdulla         | 12 gennaio 1975 (22 anni)  |       | Al Wasl FC    |
| 4  | D    | Abdulrahman Al-Haddad   | 23 marzo 1966 (31 anni)    |       | Al-Sharjah    |
| 5  | C    | Hassan Mubarak          | 13 aprile 1968 (29 anni)   |       | Al-Nasr       |
| 6  | C    | Ismail Rashid           | 27 ottobre 1972 (25 anni)  |       | Al Wasl FC    |
| 7  | C    | Saad Bakhit Mubarak     | 15 ottobre 1970 (27 anni)  |       | Al-Shabab     |
| 8  | A    | Ahmed Adel              | 5 novembre 1974 (23 anni)  |       | Kalba         |
| 9  | A    | Nasir Khamees           | 2 agosto 1965 (32 anni)    |       | Al Wasl FC    |
| 10 | C    | Adnan Al-Talyani        | 30 ottobre 1964 (33 anni)  |       | Al Shaab Club |
| 11 | A    | Yaser Salem Ali         | 5 dicembre 1977 (20 anni)  |       | Al-Wahda      |
| 12 | P    | Yaqout Mubarak          | 16 luglio 1974 (23 anni)   |       | Al-Nasr       |
| 13 | D    | Abdulsalam Jumaa        | 23 maggio 1977 (20 anni)   |       | Al-Wahda      |
| 14 | C    | Khamis Saad Mubarak     | 4 ottobre 1970 (27 anni)   |       | Al-Shabab     |
| 15 | C    | Abdulaziz Mohamed       | 12 dicembre 1965 (32 anni) |       | Al-Nasr       |
| 16 | C    | Rashed Hassan Saeed     | 15 novembre 1973 (24 anni) |       | Kalba         |
| 17 | P    | Muhsin Musabah          | 2 ottobre 1964 (33 anni)   |       | Al-Sharjah    |
| 18 | C    | Ahmed Ibrahim Ali       | 15 novembre 1970 (27 anni) |       | Al-Sharjah    |
| 19 | C    | Gholam Ali              | 3 settembre 1974 (23 anni) |       | Al Wasl FC    |
| 20 | D    | Mohamed Obaid Al-Zahiri | 1º agosto 1967 (30 anni)   |       | Al-Ain        |

### Uruguay
Allenatore:  Víctor Púa
| N. | Pos. | Giocatore             | Data nascita (età)         | Pres. | Squadra            |
| -- | ---- | --------------------- | -------------------------- | ----- | ------------------ |
| 1  | P    | Carlos Nicola         | 3 gennaio 1973 (24 anni)   |       | Nacional           |
| 2  | D    | Diego López           | 22 agosto 1974 (23 anni)   |       | Racing Santander   |
| 3  | D    | Paolo Montero         | 3 settembre 1971 (26 anni) |       | Juventus           |
| 4  | D    | Gustavo Méndez        | 3 febbraio 1971 (26 anni)  |       | Vicenza Calcio     |
| 5  | C    | Gonzalo de los Santos | 19 luglio 1976 (21 anni)   |       | Mérida UD          |
| 6  | C    | Edgardo Adinolfi      | 27 marzo 1974 (23 anni)    |       | C.A. Peñarol       |
| 7  | C    | Pablo García          | 11 maggio 1977 (20 anni)   |       | Wanderers          |
| 8  | C    | Líber Vespa           | 18 ottobre 1971 (26 anni)  |       | Argentinos Juniors |
| 9  | A    | Marcelo Zalayeta      | 5 dicembre 1978 (19 anni)  |       | C.A. Peñarol       |
| 10 | C    | Nicolás Olivera       | 30 maggio 1978 (19 anni)   |       | Valencia CF        |
| 11 | A    | Darío Silva           | 2 novembre 1972 (25 anni)  |       | Cagliari Calcio    |
| 12 | P    | Claudio Flores        | 10 maggio 1976 (21 anni)   |       | C.A. Peñarol       |
| 13 | D    | Pablo Hernández       | 2 maggio 1975 (22 anni)    |       | Defensor Sporting  |
| 14 | C    | Christian Callejas    | 17 maggio 1978 (19 anni)   |       | Danubio F.C.       |
| 15 | D    | Carlos Richard Díaz   | 4 febbraio 1979 (18 anni)  |       | Defensor Sporting  |
| 16 | D    | César Pellegrín       | 5 marzo 1979 (18 anni)     |       | Danubio F.C.       |
| 17 | C    | Fabián Coelho         | 20 gennaio 1977 (20 anni)  |       | Nacional           |
| 18 | D    | Martín Rivas          | 17 febbraio 1977 (20 anni) |       | Danubio F.C.       |
| 19 | A    | Antonio Pacheco       | 11 aprile 1976 (21 anni)   |       | C.A. Peñarol       |
| 20 | A    | Álvaro Recoba         | 17 marzo 1976 (21 anni)    |       | Internazionale     |